# Praratoud
Praratoud (Pràtathou  en patois fribourgeois) est une localité et une ancienne commune suisse du canton de Fribourg, située dans le district de la Broye.

## Histoire
Appelée autrefois la Grange de Praratoud, l'histoire de cette ancienne commune est étroitement liée à celle de Surpierre, puisque dès 1536 Praratoud fait partie de la seigneurie de Surpierre et du bailliage de ce nom. La localité appartient ensuite au district d'Estavayer de 1798 à 1803, puis à celui de Surpierre de 1803 à 1848. Praratoud s'en détache en 1815 pour se donner ses propres statuts, puis fait à nouveau partie de la commune de Surpierre depuis 2005.
Le village a relevé de tous temps de la paroisse de Surpierre.
En juillet 1943, lors d'une attaque massive de bombardiers anglais à destination des installations industrielles de Turin, un avion en détresse lâche ses bombes à l'entrée du village. Une seule d'entre elles a explosé, endommageant une ferme et une portion de forêt. Un petit monument, au centre du village, commémore cet événement.
Praratoud est resté un village agricole (cultures fourragères et céréalières, élevage).

## Toponymie
1668 : Praratos

## Démographie
Praratoud a compté 63 habitants en 1811, 88 en 1850, 97 en 1900, 84 en 1950 et 63 en 2000.